# Scrophularia nuraniae
Scrophularia nuraniae är en flenörtsväxtart som beskrevs av Tzogol.. Scrophularia nuraniae ingår i släktet flenörter, och familjen flenörtsväxter. Inga underarter finns listade i Catalogue of Life.